# Pepsi Football Academy
La Pepsi Football Academy est une académie de football créée en novembre 1992 par Kashimawo Laloko et basée au Stade Agege (État de Lagos). Cette initiative reçoit l'appui total de Pepsi-Cola en 1994 et s'appelle depuis lors la Pepsi Football Academy.
La Pepsi Football Academy s'est développée au cours des années, non seulement comme la plus grande et la plus significative académie au Nigeria, mais probablement aussi comme la plus importante du continent africain.
En 2006, elle comprend plus de 3000 étudiants âgés entre 6 et 18 ans et fonctionne toute l'année dans 12 centres de formation, avec 54 entraîneurs à travers le Nigeria. Un nombre loin des premiers temps où il y avait 45 étudiants pour 3 entraîneurs recevant une formation au Stade Agege de Lagos .

## Joueurs connus formés à l'académie
(août 2010).
- Ogbonnaya Abosi, Sharks Football Club  Nigeria
- Adedeji Adeyinka, GIF Sundsvall  Suède
- Joseph Akpala,  Sporting de Charleroi  Belgique
- Derek Amadi
- Kola Anobi, Bendel Insurance Football Club  Nigeria
- Onyekachi Apam, OGC Nice  France
- Ifeanyi Chiejine, Bayelsa Queens FC (féminine)  Nigeria
- Onyeka Chikeye,  Lobi Stars Football Club  Nigeria
- Godwin Chorbe, Iwuanyanwu Nationale  Nigeria
- Samuel Chukwudi
- Elderson Uwa Echiejile, AS Monaco FC  France
- Edward Ofere (en), Malmö FF  Suède
- Ezekiel Bala (en), FC Lyn Oslo  Norvège
- Friday Ibeji, Lobi Stars Football Club  Nigeria
- Enema Itodo, Wikki Tourists Football Club  Nigeria
- Sunday Mba, Enyimba FC  Nigeria
- Adamu Mohammed
- Usman Mohammed, Green Buffaloes Football Club  Zambie
- John Obi Mikel Tianjin Teda  Chine
- Peter Odemwingie WBA  Angleterre
- Ogbonna Okemiri, Enyimba FC  Nigeria
- Robert Ugbomeh Collins, AC Pro Sesto  Italie
- Solomon Okoronkwo, Hertha BSC Berlin  Allemagne
- Emeka Opara,  Étoile du Sahel  Tunisie
- Isaac Promise, Gençlerbirliği  Turquie
- Sheriff Quadri
- Lanre Runsewe, FC Midtjylland  Danemark
- Soga Sambo, Shooting Stars  Zimbabwe
- Henry Uche
- Ambruse Vanzekin, Bendel Insurance Football Club  Nigeria